# Montes Bamboutos

Principales características geológicas cerca de la línea volcánica de Camerún

El Macizo Bambouto o las Montañas Bamboutos es un grupo de volcanes sobre la base de la Cordillera de Camerún, situada en el altiplano occidental de Camerún. El estratovolcán del Monte Oku alcanza los 3011 metros.
El gran complejo volcánico se extiende en una dirección NE-SW por más de 50 km, con los más altos picos que se elevan a 2.679 m alrededor del borde de una caldera con un diámetro de 10 kilómetros. La lava tiene edades de 23 a 6 millones de años, con un menor serie basáltica y una serie superior de traquitas, trachyfonolitas y fonolitas.
La parte superior del macizo por encima de los 2.000 m tiene un clima fresco y nublado, con 2.510 mm de lluvia al año. Los suelos son ácidos, bajos en fosfatos y relativamente infértil. Debido a la presión de la población, la agricultura se lleva a cabo en las laderas empinadas, lo que lleva a la erosión y la pérdida adicional de la fertilidad. El ganado también pasta en las laderas más altas donde el cultivo alimentarios es antieconómico.